# Jacob Collier
Pour les articles homonymes, voir Collier (homonymie).
Jacob Collier, né Jacob Moriarty le 2 août 1994, est un multi-instrumentiste, chanteur, arrangeur et compositeur britannique.
Il gagne une première notoriété en 2011 après des reprises de chansons populaires sur YouTube. Son style distinctif mélange des éléments de jazz, de musique a cappella, de groove, de musique traditionnelle, de trip hop, de musique classique, de musique brésilienne, de gospel, de soul, de pop ainsi que de l'improvisation. Il est reconnu pour sa virtuosité et sa maîtrise de l'harmonie. Depuis 2016, il est accompagné par le producteur Quincy Jones. Il remporte deux Grammy Awards en 2017, deux en 2020, et un cinquième en 2021, accompagné de deux nominations, dont celle d'album de l'année.

## Biographie
Jacob Collier naît le 2 août 1994 et grandit à North London, en Angleterre, avec sa mère et deux sœurs plus jeunes. La musique fait partie du quotidien pour Collier et sa famille. Sa mère, Susan Collier, est professeure de musique, violoniste et cheffe d'orchestre à l'Académie Royale de Musique de Londres. Son grand-père maternel, Derek Collier, était violoniste, a également enseigné à l'Académie Royale de Musique et se produisait avec des orchestres à travers le monde. Bien qu’inscrit dans des écoles avec une spécialisation musicale, comme la Mill Hill County High School (en)  et la Purcell School for Young Musicians (en), Jacob apprend la musique de manière largement autodidacte.

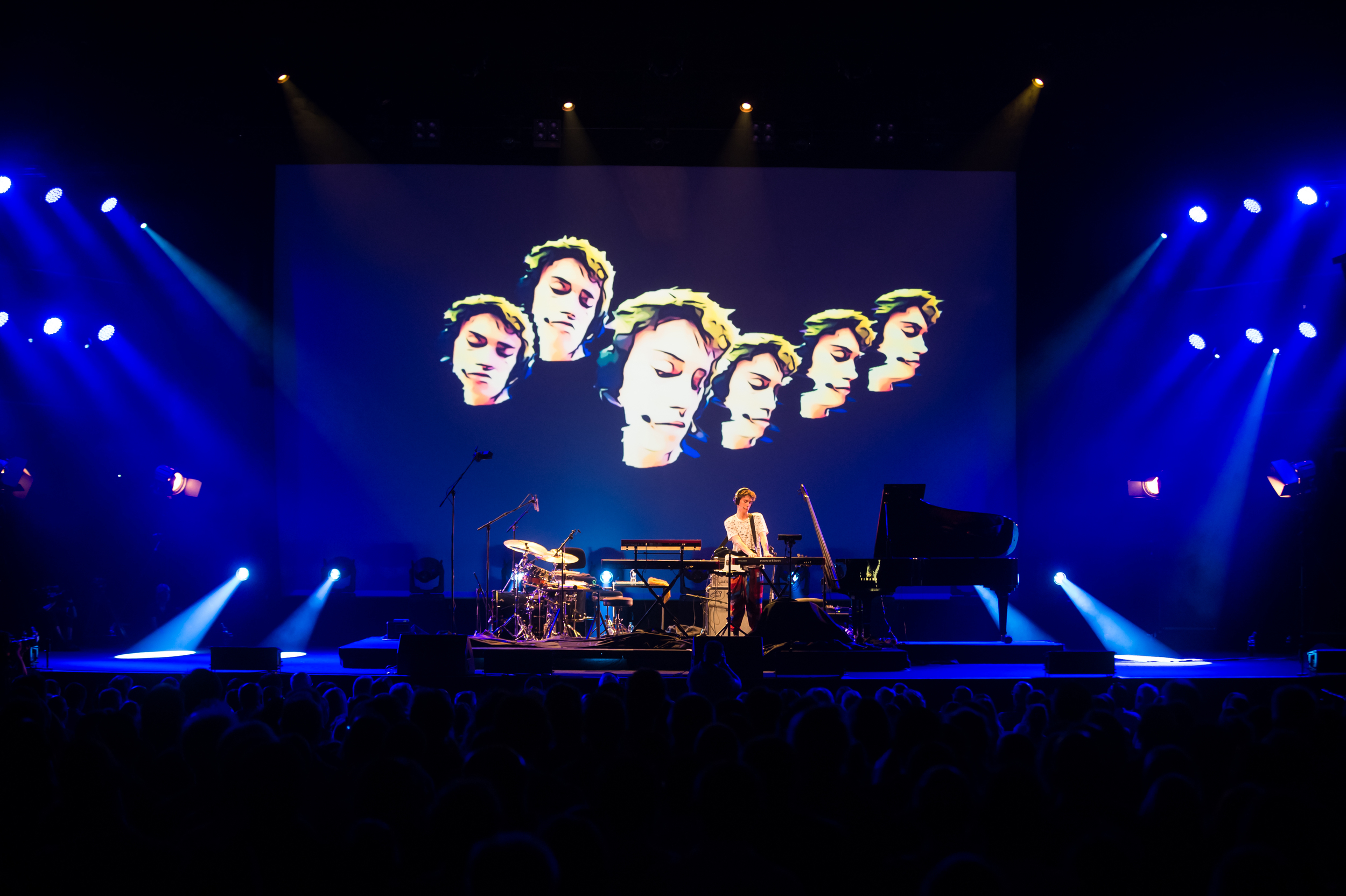
Jacob Collier en concert en 2015, où il se met en scène avec plusieurs versions enregistrées de lui-même.

Jacob Collier se fait connaître à partir de 2011 en publiant sur YouTube des reprises de chansons populaires qu'il réarrange a cappella, se filmant en interprétant à la voix les différentes parties instrumentales du morceau. Pendant plusieurs années, il développe son audience, tant auprès du grand public qu'auprès des amateurs de jazz qui apprécient ses harmonies complexes. Il lance notamment des réharmonisations de mélodies envoyées par ses fans moyennant un soutien financier sur Patreon. Sur sa chaîne YouTube, il explique en détail son processus de composition, création et d'enregistrement de ses morceaux.
En 2016, il enregistre son premier album In My Room (« dans ma chambre », en référence aux conditions d'enregistrement de l'album, entièrement réalisé chez lui avec ses instruments, un ordinateur et une station audionumérique). Cette même année, il est repéré par le producteur Quincy Jones, qui décide de l'accompagner pour sa carrière et ses futurs albums.
En 2017, il remporte deux Grammy Awards pour deux arrangements a cappella du titre You and I et du thème musical de la série télévisée Les Pierrafeu (The Flintstones) présents sur son album entièrement réalisé chez lui In My Room.
En 2020, il remporte deux Grammy Awards pour l'arrangement a cappella de Moon River, titre présent sur l'album Djesse, Vol. 2, et pour l'arrangement de All Night Long, reprise d'un morceau de Lionel Richie présente sur l'album Djesse, Vol. 1.
Il ajoute un cinquième titre à son palmarès en 2021 avec He won't hold you dans la catégorie « Meilleur arrangement pour instruments ou voix ».
En 2022, sa chaîne YouTube compte plus d'un million d'abonnés.
En mars 2024 paraît Djesse, Vol. 4, le quatrième et dernier volet de la série d'albums Djesse. Mélangeant des styles aussi différents que la folk, la samba, la pop, le rap ou le doom metal, Jacob Collier y collabore avec de nombreux artistes et y incorpore également des chorales chantées par le public venu assister à ses concerts. La sortie de cet album marque l'aboutissement d'un projet de six ans dans lequel Jacob Collier a cherché à exprimer l'ensemble de ses sensibilités musicales.

## Style musical

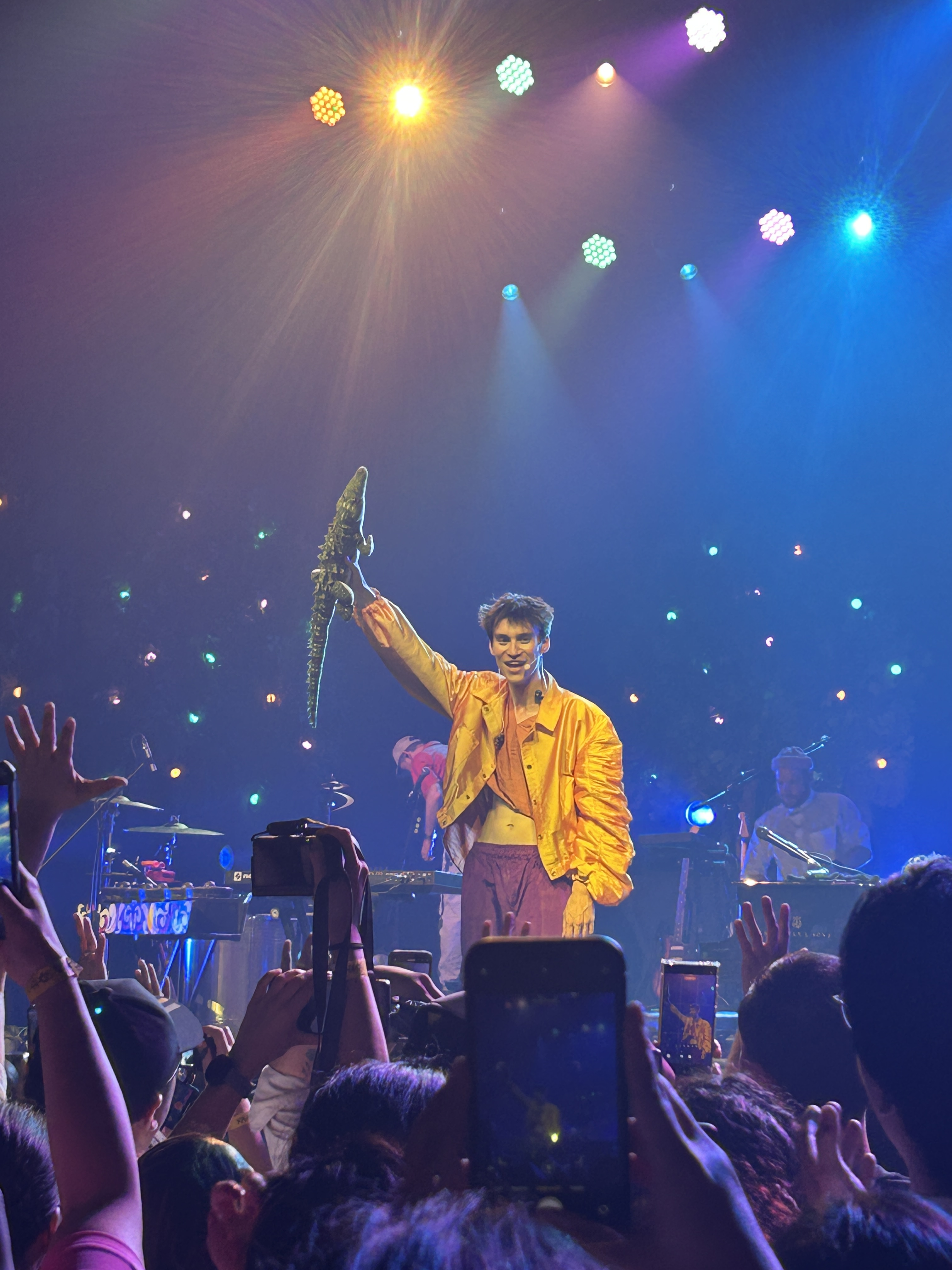
Collier se produit à Manille en 2025

Jacob Collier joue de plusieurs instruments, parmi lesquels le piano, la contrebasse, la basse électrique, la batterie, le clavier, la guitare et les percussions.
Les premières vidéos de Jacob Collier sont des réharmonisations à la voix de chansons populaires, telles que Don't You Worry 'bout a Thing de Stevie Wonder, rappelant le style d'artistes comme Bobby McFerrin et s'inscrit dans la tradition des arrangements vocaux de la barbershop. Si le jazz constitue une inspiration importante pour la musique de Collier, il transcende les étiquettes et mélange de nombreux styles. L'expérimentation et la recherche constante de nouveauté sont inhérents à sa démarche artistique. Cela s'exprime notamment au travers de ses clips vidéos. De nombreuses sources soulignent la virtuosité de l'artiste, notamment au regard de son âge. En 2021, le New York Times le qualifie de « prodige musical »,.
Jacob collier est connu pour ses techniques avancées d'harmonie, notamment l'harmonie microtonale.

## Prix et nominations

### Grammy Awards
| Année | Catégorie                                       | Titre ou album                                   | Résultat   | Ref    |
| ----- | ----------------------------------------------- | ------------------------------------------------ | ---------- | ------ |
| 2017  | Meilleur arrangement pour instruments ou voix   | "Flintstones"                                    | Lauréat    | [ 24 ] |
| 2017  | Meilleur arrangement, instrumental ou A Capella | "You and I"                                      | Lauréat    | [ 24 ] |
| 2020  | Meilleur arrangement pour instruments ou voix   | "All Night Long"                                 | Lauréat    | [ 25 ] |
| 2020  | Meilleur arrangement, instrumental ou A Capella | "Moon River"                                     | Lauréat    | [ 25 ] |
| 2021  | Album de l'année                                | Djesse Vol. 3                                    | Nomination | [ 26 ] |
| 2021  | Meilleur prestation R&B                         | "All I Need" (featuring Ty Dolla Sign & Mahalia) | Nomination | [ 26 ] |
| 2021  | Meilleur arrangement pour instruments ou voix   | "He Won't Hold You"                              | Lauréat    | [ 26 ] |

### Jazz FM Awards
| Année | Catégorie                                              | Résultat   | Ref    |
| ----- | ------------------------------------------------------ | ---------- | ------ |
| 2016  | Breakout Artist of the Year                            | Nomination | [ 27 ] |
| 2016  | Digital Initiative of the Year (Sponsored by 7digital) | Lauréat    | [ 27 ] |
| 2019  | PRS For Music Gold Award                               | Lauréat    | [ 28 ] |
| 2020  | The Digital Award                                      | Nomination | [ 29 ] |

### MOBO Awards
| Année | Catégorie     | Résultat   | Ref    |
| ----- | ------------- | ---------- | ------ |
| 2016  | Best JAZZ Act | Nomination | [ 30 ] |